# Batalha de Tarakan (1942)
A Batalha de Tarakan ocorreu de 11 a 12 de janeiro de 1942, um dia após o Império do Japão declarar guerra ao Reino dos Países Baixos. Embora Tarakan fosse apenas uma pequena ilha pantanosa no nordeste de Bornéu (agora dividida entre Kalimantan da Indonésia e Malásia Oriental da Malásia) nas Índias Orientais Holandesas (atual Indonésia), seus 700 poços de petróleo, refinarias e aeródromos fizeram dela um objetivo crucial para o Japão na Guerra do Pacífico.

## Consequências
Em 13 de janeiro, o Destacamento de Sakaguchi havia reunido todos os prisioneiros e capturado materiais, e entregou os assuntos administrativos à Marinha no dia seguinte. As instalações petrolíferas em Tarakan tinham sido substancialmente destruídas. Em Lingkas, embora grande parte do petróleo tenha sido consumido pelo fogo, ainda restavam 12 300 toneladas de óleo pesado nos tanques sobreviventes e 120 tambores de óleo pesado. Em junho de 1942, os poços foram reparados e a produção de petróleo continuou sem qualquer obstáculo sério até meados de agosto de 1943, quando os primeiros ataques aéreos aliados em Tarakan começaram.